# Karl Otto Ludwig von Arnim
Karl Otto Ludwig von Arnim (* 1. August 1779 in Berlin; † 9. Februar 1861 ebenda) war ein deutscher Schriftsteller.

## Leben
Der Spross des preußischen Adelsgeschlechts von Arnim studierte in Halle und Göttingen Rechtswissenschaften. Nach Beendigung seines Studiums unternahm er zahlreiche Reisen durch Europa, bevor er in den preußischen diplomatischen Dienst eintrat. Danach lebte er längere Zeit in Stockholm als Gesandtschaftsattache der preußischen Gesandtschaft. Schon früh hatte er seine musischen Interessen entdeckt. Zurück in Berlin leitete er interimistisch einige Male das königliche Schauspiel und machte, aus dem diplomatischen Dienst ausgeschieden, sich seit 1835 wieder auf Reisen, diesmal durch Südeuropa. Diese Reisen beschrieb er in den 6-bändigen Flüchtigen Bemerkungen eines flüchtigen Reisenden, die von 1837 bis 1850 veröffentlicht wurden und mehrere Auflagen erlebten.
Schon davor hatte er auch für die Bühne geschrieben und gearbeitet. So brachte er 1821 in Berlin ein Lustspiel in fünf Aufzügen, Neues Mittel, alte Schulden zu bezahlen (nach Kassinger) heraus und schrieb das Lustspiel in vier Aufzügen Der Smaragdring, das unter dem Namen C. Marinof am 10. April 1828 in Berlin seine Uraufführung erlebte.
Karl Otto Ludwig von Arnim war der ältere Bruder des Schriftstellers Achim von Arnim.